# Gisozi (Burundi)
Gisozi è un comune del Burundi situato nella provincia di Mwaro con 27.954 abitanti (censimento 2008).

## Geografia antropica

### Suddivisioni amministrative
Il comune è suddiviso in 13 colline.